# 랙
랙(lag)은 보통 컴퓨터 통신이 일시적으로 지연(latency)되는 것을 나타내는 말이다. 하지만 가끔 컴퓨터의 입력 장치 등이 일시적으로 응답이 없는 것을 가리키는 말로도 쓰인다.
전문적인 용어로는 패킷이 컴퓨터에서 목적지로 전송된 뒤에 다시 돌아올 때까지 지연되는 시간을 말한다. 참고로, 상대방과 통신할 때 랙이 어느 정도 있을지 판단하기 위한 척도로 핑 테스트를 수행하기도 한다.

## 같이 보기
- 레이턴시
- 대역폭
- 핑